# Alosimus reitterianus
Alosimus reitterianus is een keversoort uit de familie van oliekevers (Meloidae). De wetenschappelijke naam van de soort is voor het eerst geldig gepubliceerd in 1900 door Semenov.